# Apollonis (stolica tytularna)
Apollonis (łac. Dioecesis Apollonidensis) – stolica historycznej diecezji w Cesarstwie Rzymskim (prowincja Lidia), współcześnie w Turcji. Od 1933 jest katolickim biskupstwem tytularnym (wakującym od 2009).

## Biskupi tytularni
| Lp. | Biskup                              | Funkcja                               | Od              | Do                |
| --- | ----------------------------------- | ------------------------------------- | --------------- | ----------------- |
| 1   | José de Jesús Pimiento Rodríguez    | biskup pomocniczy Pasto               | 14 czerwca 1955 | 30 grudnia 1959   |
| 2   | Joseph-Marie-Georges-Michel Goupy   | biskup koadiutor Blois (Francja)      | 6 lutego 1960   | 28 listopada 1961 |
| 3   | Rodolfo das Mercés de Oliveira Pena | emerytowany biskup Valença (Brazylia) | 10 lutego 1962  | 14 grudnia 1970   |
| 4   | Michel Mondésert                    | biskup pomocniczy Grenoble (Francja)  | 4 czerwca 1971  | 16 kwietnia 2009  |